# Musicarama

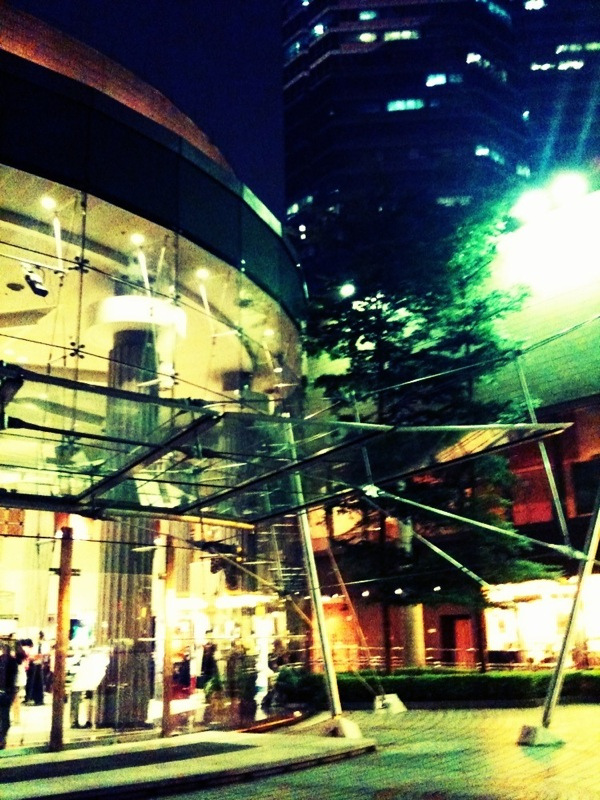
Kwai Tsing Theatre während der Musicarama 2010

Die Musicarama (chinesisch 音樂新文化 / 音乐新文化) ist ein jährlich stattfindendes internationales Festival für zeitgenössische Musik in Hongkong. Die Veranstaltung wird vom Komponistenverband in Hongkong, dem Hong Kong Composers’ Guild ausgerichtet.

## Geschichte
Das Musikfestival gründet sich auf die 1978 initiierte New Music Hong Kong Series. 1992 wurde sie in Musicarama umbenannt. Alle Veranstaltungen werden von RTHK Radio 4 ausgestrahlt. Während des Musikfestivals finden verschiedene Meisterkurse statt.
Es werden nationale und internationale Musiker engagiert. So konnten bereits das Silesian String Quartet aus Polen, das Ensemble Kochi, der Flötist Robert Aitken aus Kanada, der Pianist Michael Finnissy aus England, das Het Trio aus den Niederlanden, der Pianist Zygmunt Krause aus Polen, das Trio Contrasts aus Rumänien, das Eclipse Ensemble aus China, das Quatre Roseaux Saxophone Ensemble aus Japan, der Pianist Peter Roggenkamp aus Deutschland, der Oboist Helen Jahren aus Schweden, das Coolidge Quartet aus den USA, das Hamburg New Music Ensemble aus Deutschland, das LINensemble aus Dänemark, das Brass Extreme Tokyo aus Japan, das Ensemble TIMF aus Südkorea, das Ensemble Sortisatio aus Deutschland und das Laurel Ensemble aus den USA gewonnen werden.
2015 bestand eine Kooperation mit der Internationalen Gesellschaft für Neue Musik.

## Uraufführungen
Mehr als 85 Uraufführungen wurden durch Unterstützung des CASH Music Fund in das Festival eingebunden.